# Geweven Documenten, Indonesische weefsels verzameld door Georg Tillmann (1882-1941)
Geweven Documenten, Indonesische weefsels verzameld door Georg Tillmann (1882-1941) was een tentoonstelling in het Tropenmuseum die van 4 april 1996 tot 5 januari 1997 gehouden werd.
Op de tentoonstellingsvloer werden 85 kostbare Indonesische weefsels getoond, die afkomstig waren uit de verzameling van Georg Tillmann, een Duitse verzamelaar van joodse afkomst die zich in de jaren dertig van de twintigste eeuw gevestigd had in Amsterdam, in de overtuiging daar veilig te zijn voor het antisemitisme van het opkomende nazi-Duitsland. In Amsterdam legde de vermogende Tillmann, die oorspronkelijk porselein verzamelde, een collectie aan van kunstwerken en objecten van kunstnijverheid uit Nederlands-Indië die hij aankocht bij kunsthandelaars en op veilingen. Hij had in Indië zelfs een door hem betaalde man aan het werk, de beroepsverzamelaar Carel Groenevelt, die de beste stukken voor hem opkocht. Binnen enkele jaren had Georg Tillmann een verzameling die haar weerga niet kende onder particulieren in Nederland bij elkaar gebracht.
Tillmann ontvluchtte Nederland toen de oorlog dreigend dichterbij kwam. Zijn kostbare verzameling kon hij laten onderbrengen in het Koloniaal Museum, waar zijn objecten werden verborgen in de depots tussen de eigen museumobjecten. De collectie overleefde de oorlogsjaren; Tillmann daarentegen stierf in 1941 te New York aan een hartkwaal. Als dank voor de dienst die aan haar man was verleend, gaf zijn weduwe de collectie in langdurig bruikleen aan het museum, waar men na de oorlog direct begon met de wetenschappelijke documentatie van de objecten. Ook werden ze tentoongesteld en gepubliceerd in boeken en catalogi. 
In de jaren negentig werd de bruikleen omgezet in een schenking, onder de vriendelijke voorwaarde dat een gelegenheidstentoonstelling zou worden georganiseerd met bijbehorende catalogus. Om een aantal redenen werd het een weefseltentoonstelling (de collectie was bijzonder rijk aan kostbare doeken), maar het boek behandelde Tillmann en zijn verzameling, die behalve weefsels ook sieraden, pronkwapens, sculpturen, dansmaskers, e.d. bevatte, zo breed mogelijk.

## Publicatie
- Koos van Brakel, David van Duuren en Itie van Hout, A Passion for Indonesian Art. The Georg Tillmann Collection at the Tropenmuseum Amsterdam. Amsterdam: Royal Tropical Institute, 1996